# Theo Kojak
El tinent Theodopolus Kojak, conegut com Theo Kojak, és un personatge de ficció. És el protagonista de la sèrie original de 1973 Kojak (protagonitzada per Telly Savalas) i obres derivades d'aquesta, i es va convertir en una icona televisiva d'aquella època.
Es tracta d'un tinent detectiu del departament de policia de la ciutat de Nova York, a Manhattan sud, un policia cínic i dur. A causa de les pressions del moviment antitabac als Estats Units d'aquell moment va deixar de fumar i va adoptar el costum de menjar xupa-xups.